# Кишки (Ходячие мертвецы)
Кишки (англ. Guts) — второй эпизод первого сезона пост-апокалиптического хоррор сериала «Ходячие мертвецы». Впервые был показан на AMC в Соединенных Штатах, 7 ноября 2010 года. Эпизод был написан Френком Дарабонтом, создателем сериала, и снят Мишелью МакЛарен. В эпизоде, Рик Граймс (Эндрю Линкольн) присоединяется к маленькой группе выживших при попытке покинуть Атланту.

## Сюжет
У заместителя шерифа Рика Граймса (Эндрю Линкольн), получается покинуть танк и уйти от роя ходячих при помощи Гленна Рии (Стивен Ен), который довел их до безопасного места в универмаге. Рик встречает других членов группы Гленна, включая Мерла Диксона (Майкл Рукер) — ворчливый расист, и Ти-Дога — темный человек, встревоженный поведением Мерла. Когда Мерл пытается избить Ти-Дога и установить контроль, Рик прикрепляет его к трубе с помощью наручников. Гленн связывается с неизвестным Рику лагерем выживших за городом, в котором находится его друг Шейн Уолш, его жена Лори (Сара Уэйн Кэллис) и сын Карл (Чендлер Риггз). Шейн и Лори все еще думают что Рик мертв и начинают отношения.
Ходячие окружают магазин. Вскоре группа находит канализационный ход, через который они намерены пройти. К сожалению он оказывается закрытым. Рик замечает грузовик, который можно использовать для побега. Рик и Гленн покрывают себя кровью и внутренностями ходячих, чтобы замаскировать свой человеческий запах от других ходячих пока они проходят в толпе мертвецов. Вскоре начинается дождь, который смывает запах ходячих. Гленн использует сигнализацию на Dodge Challenger чтобы расчистить путь для Рика. В спешке при побеге Ти-Дог случайно роняет ключ от наручников в канализационную трубу, поэтому группа была вынуждена бросить Мерла. Однако Ти-Дог использует тяжелую цепь на двери на крышу магазина, чтобы дать Мерлу хоть какую-то защиту.
Оставшаяся группа едет с Риком в лагерь выживших, с Гленном в догонку.

## Производство
Эпизод «Кишки» был написан Фрэнком Дарабонтом и снят Мишелью МакЛарен. Рик Граймс и Гленн решили найти транспорт, и чтобы не привлекать внимание толп ходячих, они обматываются внутренностями мертвецов вокруг себя. Съемки сцены начались в полу-небоскребе федерального строения Сэм Нанн. В фильмы это здание изображено как заброшенный универмаг «Macy’s». В своем интервью c Entertainment Weekly, Киркман объяснил, зачем герои покрыли себя внутренностями ходячих:
Это не значит, что они могут пахнуть лучше, просто они привыкли к общему запаху мертвечины, когда они двигаются в группах. И единственный способ, которым они могут различать живых людей и мертвых людей, это отсутствие этого самого запаха. Разница в том, как они пахнут.
Помимо основного актерского состава, в «кишках» гостевое участие принимали сразу несколько актеров и актрис, в том числе Эмма Белл и Майкл Рукер.

## Рейтинг
Премьера второго эпизода собрала 4.7 миллиона зрителей у экранов — это немного меньше чем у пилотного эпизода. На данный момент это самый худший эпизод «Ходячих Мертвецов» по оценкам.